# Festival Internacional de Cine de Cabo Verde
El Festival Internacional de Cine de Cabo Verde (CVIFF) es un festival de cine realizado por primera vez en 2010 en el país africano.
Hasta septiembre de 2018 más de 200 películas habían sido proyectadas en el festival.

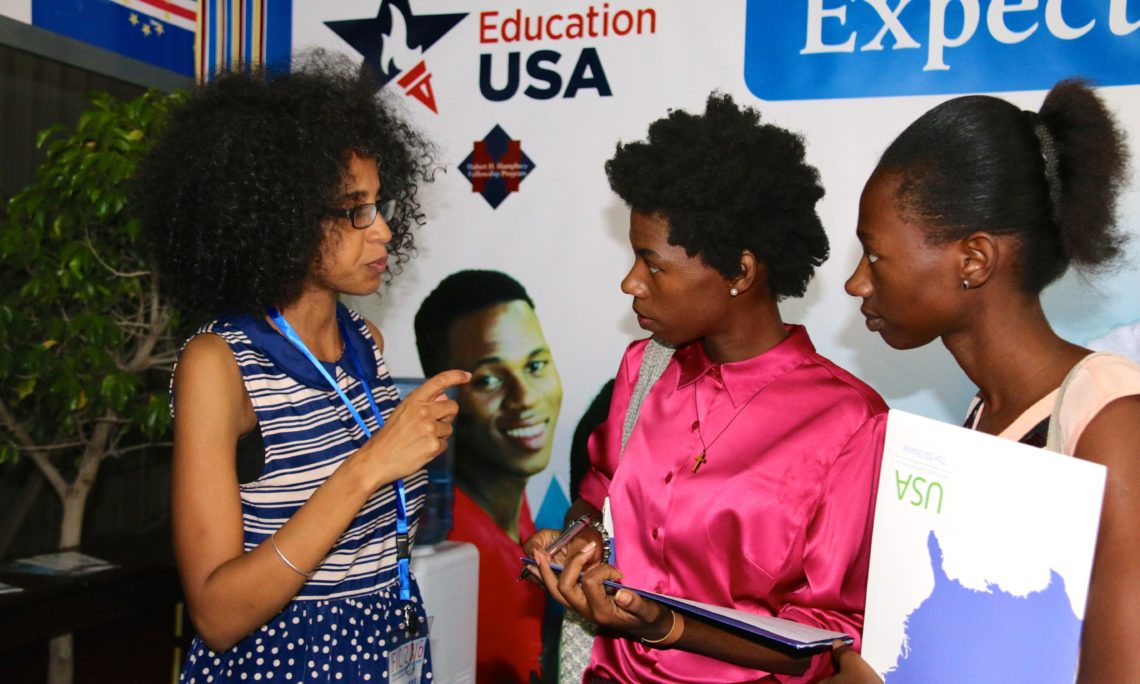
Suely Neves en 2016

La productora ejecutiva del CVIFF es Suely Neves, graduada de la Universidad de Massachusetts Amherst. Ha sido oficial de proyectos en la Organización Internacional para las Migraciones y coordinadora de baloncesto 3x3.

## Historia
La primera edición del festival se realizó en octubre de 2010 en Espargos, Sal. Aunque originalmente se concibió en 2008, la idea de un festival de cine tuvo que posponerse debido a la crisis financiera. El primer evento tuvo un total de cinco películas proyectadas que, según Neves, fue un comienzo positivo para el recién organizado festival, el cual no pudo obtener patrocinios de empresas u organizaciones culturales durante al menos los primeros cuatro años. 
En 2014, se informó que el cineasta de Hollywood Mike Costa participaría en el CVIFF como panelista y miembro del jurado. El año anterior, el festival se asoció con la Asociación de Críticos de Cine Afroamericanos para aumentar la presencia estadounidense.